# Verbania
Verbania é uma comuna italiana da região do Piemonte situada às margens do Lago Maggiore, província do Verbano Cusio Ossola, com cerca de 30.079 (2001) habitantes. Estende-se por uma área de 37 km², tendo uma densidade populacional de 813 hab/km². Faz fronteira com Arizzano, Baveno, Cambiasca, Cossogno, Ghiffa, Gravellona Toce, Laveno-Mombello (VA), Mergozzo, Miazzina, San Bernardino Verbano, Stresa, Vignone.

## Demografia
| Variação demográfica do município entre 1861 e 2011                               |
|                                                                                   |
| Fonte: Istituto Nazionale di Statistica (ISTAT) - Elaboração gráfica da Wikipedia |